# Cherax dispar
Cherax dispar е вид десетоного от семейство Parastacidae. Видът не е застрашен от изчезване.

## Разпространение и местообитание
Разпространен е в Австралия (Куинсланд).
Обитава крайбрежията и пясъчните дъна на сладководни басейни и потоци.